# Zrání masa
Zrání masa je soubor biochemických procesů probíhající ve svalové tkáni jatečných zvířat po porážce zvířete. Navazuje na posmrtnou ztuhlost (rigor mortis). Během zrání masa dochází k řadě změn v mase, které mají za následek změnu senzorických vlastností masa. Po rigoru dochází k mírnému vzestupu pH, dále k postupné proteolýze myofibril, což se projeví zkřehkčením masa. Rovněž dochází ke změnám v myoglobinu. Doba potřebná k uzrání masa aby získalo potřebné organoleptické vlastnosti závisí na teplotě, druhu zvířete, obsahu glykogenu a ph masa po poražení. Pro vepřové trvá doba zrání při chladničkových teplotách jeden týden, u hovězího masa 1–4 týdny.
- Suché zrání – vis nebo speciální zrací sáčky [1]
- Mokré zrání – nepropustný vakuovací sáček